# Sharks Stadium
Sharks Stadium – wielofunkcyjny stadion w mieście Port Harcourt w Nigerii.
Najczęściej używany jest jako stadion piłkarski, a swoje mecze rozgrywa na nim drużyna Sharks FC. Stadion może pomieścić 10 tysięcy widzów.